# Креатинфосфатна совалка
Креатин фосфатната совалка е вътреклетъчна енергийна совалка, която улеснява транспортирането на високоенергиен фосфат от митохондриите на мускулните клетки до миофибрилите. Тя е част от метаболизма на фосфокреатина.
В митохондриите нивата на АТФ са много високи в резултат на гликолиза, ТКЦ цикъл, процеси на окислително фосфорилиране, докато нивата на креатинфосфат са ниски. Това улеснява превръщането на креатин във фосфокреатин като силно фаворизирана реакция. Фосфокреатинът е високо енергийно съединение. Впоследствие дифундира от митохондриите до миофибрилите.
В миофибрилите по време на физическо натоварване (свиване, контракция) нивата на АТФ са много високи, което облагоприятства ресинтезът на АТФ. По този начин фосфокреатинът се разгражда до креатин, като дава своя неорганичен фосфат за синтезът на АТФ. Реакцията се катализира от ензимът креатин фосфокиназа (креатин киназа), който трасдуцира енергия от транспортната молекула на фосфокреатина към полезната молекула за контракционни нужди, АТФ, действие, изпълнявано от АТФаза в миофибрила. Полученият продукт – креатин действа като сигнална молекула, показваща миофибрилите контракции и дифундирането в обратна посока на фосфокреатина, обратно към митохондриалното междумембранно пространство, където може да се рефосфорилира чрез креатин фосфокиназа.
В началото на упражнението фосфокреатинът се разгражда, за да осигури АТФ за мускулна контракция. Хидролизата на АТФ води до получаване на продукти АДФ и неорганичен фосфат. Неорганичният фосфат ще бъде транспортиран в митохондриалния матрикс, докато свободният креатин преминава през външната мембрана, където ще бъде ресинтезиран в ФК (PCr). Антипортът транспортира АДФ в матриксът, докато транспортира АТФ навън в цитоплазмата. Поради високата концентрация на АТФ около митрохондриалната креатин киназа, тя ще преобразува АТФ в КФ, който след това ще се премести обратно в клетъчната цитоплазма, за да се превърне в АТФ (чрез цитоплазмена креатин киназа), за да се използва като енергия за мускулната контракция.
При някои гръбначни животни аргинин фосфатът играе подобна роля.
Креатинът като хранителна добавка е ефективен метод за увеличаване на мощността при спортисти. След поглъщане на молекулата тя се натрупва в мускулни клетки, където може да се фосфорилира, увеличавайки наличния фосфокреатин за контрактилна сила, преди да се изчерпи и други енергийни системи да трябва да се използват. Резултатът е повишена ефективност при краткосрочни активности (дейности) с висока интензивност, като спринт или вдигане на тежести.